# 劳·克拉克陨石坑
劳·克拉克陨石坑（L. Clark）是月球背面位于巨大的阿波罗环形山内东南部的一座小撞击坑，其名称取自美国女宇航员劳雷尔·布莱尔·萨尔顿·克拉克（1961年－2003年），2006年被国际天文学联合会批准接受。

## 描述

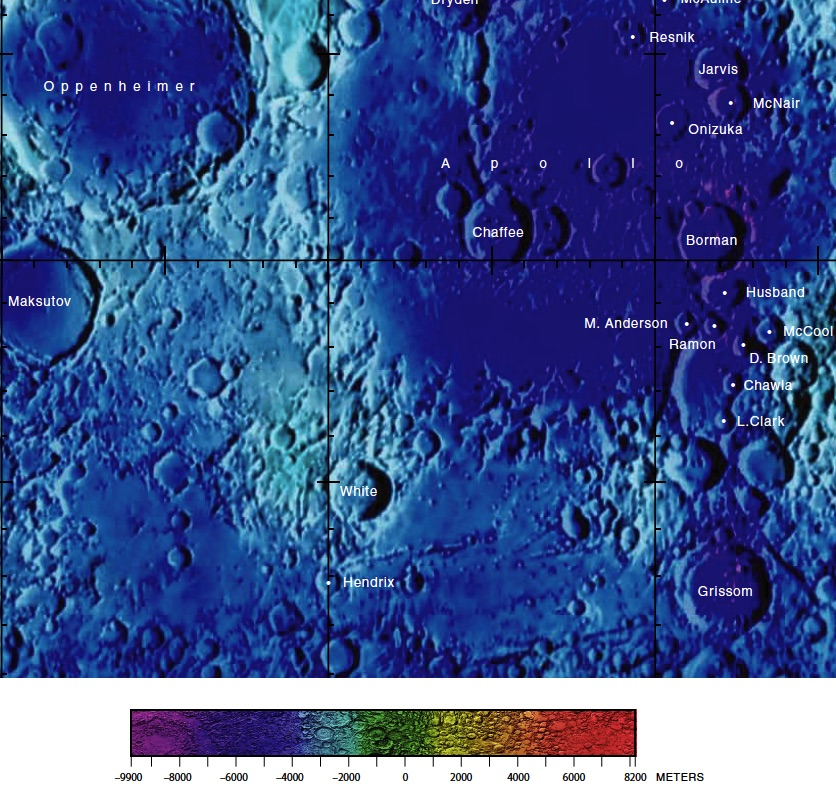
阿波罗环形山周边区域，月球背面区域详图。

该陨坑北侧毗邻乔娜陨石坑、大卫·布朗陨石坑及麦库尔陨石坑，较大的安德斯陨石坑位于它的西北、东南偏东和南面则分别坐落了更大的勒维特环形山及格里索姆环形山。
该陨坑中心月面坐标为43°20′S 147°42′W / 43.34°S 147.7°W，直径15.30公里，深度约2.46公里。

劳·克拉克陨石坑位于阿波罗环形山内南部一座无名残迹坑的坑底南部。外观轮廓南北向稍长，坑壁边沿清晰尖峭、内侧坡较为平滑，且反照率明显更于周边地形，其坑壁最大高出周边地形570米，坑内地表相对平坦，没有其它较醒目的地貌结构。

## 另请查看
- 月球陨石坑
- 行星体系命名法
- 月面学
- 月岩
- 后期重轰炸期